# Kenta Nishimoto
Kenta Nishimoto (en japonés: 西本拳太, Nishimoto Kenta; 30 de agosto de 1994) es un deportista japonés que compite en bádminton. En los Juegos Asiáticos consiguió tres medallas de bronce, dos en 2018 y una en 2022.

## Palmarés internacional
| Juegos Asiáticos | Juegos Asiáticos    | Juegos Asiáticos  | Juegos Asiáticos |
| Año              | Lugar               | Medalla           | Prueba           |
| ---------------- | ------------------- | ----------------- | ---------------- |
| 2018             | Yakarta (Indonesia) | Medalla de bronce | Individual       |
| 2018             | Yakarta (Indonesia) | Medalla de bronce | Equipo           |
| 2022             | Hangzhou (China)    | Medalla de bronce | Equipo           |